# Birgitta Kicherer
Birgitta Kicherer (* 1. August 1939 in Stockholm) ist eine deutsche Übersetzerin.

## Leben
Birgitta Kicherer ist die Tochter eines deutschen Vaters und einer schwedischen Mutter. Sie wuchs zweisprachig in Schweden und Deutschland auf. Nach einem Grafikstudium arbeitete sie eine Zeit lang als Buchillustratorin, bis sie sich Anfang der Siebzigerjahre auf das Übersetzen literarischer Texte verlegte. Kicherer ist heute in Neresheim (Ostalbkreis) ansässig.
Birgitta Kicherer zählt zu den produktivsten deutschen Übersetzerinnen von Kinder- und Jugendbüchern. Sie übersetzt vorwiegend aus dem Schwedischen, aber auch aus dem Englischen, Dänischen und Norwegischen.
Birgitta Kicherer ist Mitglied im Verband deutschsprachiger Übersetzer literarischer und wissenschaftlicher Werke. 1993 wurde sie mit dem Christoph-Martin-Wieland-Übersetzerpreis ausgezeichnet. Nachdem bereits mehrere der von ihr übersetzten Werke Träger des Deutschen Jugendliteraturpreises geworden waren, erhielt Kicherer 1999 hier einen Sonderpreis für ihr Gesamtwerk. Im Mai 2017 erhielt Birgitta Kicherer für die Übersetzung des Romans „Stadt der Sonne“ von Tove Jansson ein Arbeitsstipendium des DÜF. Dies ermöglichte ihr eine privilegierte Arbeitsweise, die in diesem Buch über das Altern dem besonders wichtigen subtilen Humor des Textes zugutekam.

## Herausgeberschaft
- Tiergeschichten aus Skandinavien. Wien u. a. 1981

## Übersetzungen

### Autorinnen A–L
- Christina Andersson: Die fidele Wurst. Stuttgart 1987
- Ingelin Angerborn: Tilda lügt wie eine Rakete. Hamburg 2006
- Kerstin Backman: Toppel Talopp, das Zauberpferd. Stuttgart 1996
- Antoinette Baker: Ein Zauberspiel für Babsi. Köln 1972
- Gunilla Banks: Fräulein Lindbloms Klasse 2 E. Stuttgart 1981
- Birgitta Bergman: Hier kommt Julchen. Wien u. a. 1984
- Birgitta Bergman: Katrin, streng geheim. Wien u. a. 1980
- Birgitta Bergman: Katrin und Jörgen. München u. a. 1984
- Margareta Bergman: Spiegel, Spiegel. Reinbek bei Hamburg 1990
- Christina Björk: Sieben Prinzessinnen und jede Menge Drachen. Hamburg 2013
- Laura Black: An ihrer Stirn geschrieben ein Geheimnis. Tübingen 1978
- Laura Black: Das Geheimnis von Schloß Glendraco. Reinbek bei Hamburg 1981
- Inga Borg: Die Giraffe kann nicht schlafen. Stuttgart 1981
- Inga Borg: Im Herbst bei Plupp. Stuttgart 1983
- Inga Borg: Plupp im Hochsommer. Stuttgart 1983
- Inga Borg: Plupp im Schnee. Stuttgart 1983
- Inga Borg: Plupp und die Frühjahrsflut. Stuttgart 1983
- Inga Borg: Plupp baut ein Haus. Stuttgart 2019
- Inga Borg: Plupp im Herbst. Stuttgart 2019
- Inga Borg: Plupp im Winter. Stuttgart 2019
- Inger Brattström: Ambika im Tempel der Göttin. München 1993
- Inger Brattström: Der Fingerhut im Vogelnest. Mödling u. a. 1995
- Inger Brattström: Peter und der Baum. Ruit (bei Stuttgart) 1972
- Inger Brattström: Der Schleier. Wien u. a. 1987
- Inger Brattström: Selime - ohne Schutznetz. Mödling u. a. 1991
- Inger Brattström: Solong und der Zauberer. Mödling-Wien 1997
- Inger Brattström: Susila Sanna. Mödling u. a. 1992
- Inger Brattström: Das Wunschpferd. München 1996
- Molly Burkett: Unser Hausdachs Nikki. Stuttgart 1981
- Maj Bylock: Die Hexenprobe. Kevelaer 1991
- Maj Bylock: Die Hexentochter oder Ylvas Buch. Kevelaer 1992
- Maj Bylock: Himbeerdrops und Dynamit. München 1995
- Maj Bylock: Purzelbaum und Liebesbrief. Berlin u. a. 1992
- Maj Bylock: Die zerbrochene Flöte. Kevelaer 1987
- Inger Edelfeldt: Der Bote. Würzburg 2005
- Inger Edelfeldt: Briefe an die Königin der Nacht. Stuttgart 1986
- Inger Edelfeldt: Drachenwind. Ravensburg 1990
- Inger Edelfeldt: Der gute Mörder. München 2000
- Inger Edelfeldt: Helenas freier Tag. München 1997
- Inger Edelfeldt: Hexenmädchen. Würzburg 2006
- Inger Edelfeldt: Ihr heimlicher Name. München 2002
- Inger Edelfeldt: Jim im Spiegel. Stuttgart 1985
- Inger Edelfeldt: Kamalas Buch. Stuttgart 1988
- Inger Edelfeldt: Mondzauber. Wien 1985
- Magda Eggens: Was meine Augen gesehen haben. Aarau u. a. 1999
- Kristina Ehrenstråle: Die fünfte Ecke. München 1984
- Erika Eklund Wilson: Thea im Galopp. Leipzig 2011
- Erika Eklund Wilson: Thea im Gelände. Leipzig 2012
- Erika Eklund Wilson: Thea lernt reiten. Leipzig 2011
- Erika Eklund Wilson: Thea über jede Hürde. Leipzig 2012
- May Engvall: Das Geheimnis des Motels. Ravensburg 1979
- Anna Carin Eurelius: Julian und die liebe Verwandtschaft. Hamburg 1998
- Anna Carin Eurelius: Madonna Svensson. Hamburg 1997
- Maria Farm: Wie lange dauert Traurigsein? Hamburg 2014
- Rachel Field: Der Maibaum der Indianer. Ruit (bei Stuttgart) 1971, auch unter dem Titel Marguerite und der Indianer. München 2005
- Liselotte Frisk: Ein Pferd wie Bella. München u. a. 1982
- Ittla Frodi: Michel und der große Fisch. Würzburg 1993
- Ittla Frodi: Jonas und die flinken Fischer. Stuttgart 1990
- Ann-Madeleine Gelotte: Anna aus dem Haus Nr. 10. Zürich 1982
- Ann-Madeleine Gelotte: Ida Maria aus Lappland. Zürich 1981
- Ann-Madeleine Gelotte: Wir wohnen in Helenenwald. Zürich u. a. 1984
- Gunilla Gerland: Ein richtiger Mensch sein. Stuttgart 1998
- Pernilla Gesén: Elsa! Elsa! Tausche Eltern gegen Hund. Leipzig 2012
- Pernilla Gesén: Elsa! Elsa! Verlieben für Anfänger. Leipzig 2012
- Pernilla Gesén: Elsa! Elsa! Drei sind eine zu viel. Leipzig 2013
- Pernilla Gesén: Elsa! Elsa! Der weltbeste Geburtstag. Leipzig 2013
- Pernilla Glaser: Tanz auf dünnem Eis. Hamburg 1999
- Maria Gripe: Sommer mit Metta und Mulle. Gütersloh 1974
- Anna Höglund: Ein prima Tag zum Bäumeklettern. Hamburg 1999
- Ritta Jacobsson: Eiskalte Drohung. Stuttgart 2011
- Ritta Jacobsson: Gefährliches Schweigen. Stuttgart 2011
- Ritta Jacobsson: Schutzlos. Stuttgart 2012
- Ritta Jacobsson: Todeswald. Stuttgart 2011
- Ritta Jacobsson: Tödlicher Hass. Stuttgart 2012
- Tove Jansson: Geschichten aus dem Mumintal. Würzburg 2005
- Tove Jansson: Herbst im Mumintal. Würzburg 2003
- Tove Jansson: Komet im Mumintal. Würzburg 2001
- Tove Jansson: Die Mumins. Eine drollige Gesellschaft. Würzburg 2001
- Tove Jansson: Mumins lange Reise. Würzburg 1992
- Tove Jansson: Die Mumins machen glücklich. Würzburg 2005
- Tove Jansson: Mumins wundersame Inselabenteuer. Würzburg 2003
- Tove Jansson: Muminvaters wildbewegte Jugend. Würzburg 2002
- Tove Jansson: Sommerbuch. Hamburg 2002
- Tove Jansson: Sturm im Mumintal. Würzburg 2002
- Tove Jansson: Die Tochter des Bildhauers. Reinbek bei Hamburg 1987
- Tove Jansson: Winter im Mumintal. Würzburg 2004
- Tove Jansson: Fair Play. Stuttgart 2014
- Tove Jansson: Die ehrliche Betrügern. Stuttgart 2015
- Tove Jansson: Reisen mit leichtem Gepäck.Stuttgart 2016
- Tove Jansson: Die Zuhörerin. Stuttgart 2017
- Tove Jansson: Das Winterbuch. Köln 2017
- Tove Jansson: Überraschung im Muminhaus. Würzburg 2017
- Tove Jansson: Die wundersame Reise ins Mumintal. Würzburg 2017
- Tove Jansson: Knütt findet einen Freund. Würzburg 2017
- Tove Jansson: Mumin sucht die kleine Mü. Würzburg 2017
- Tove Jansson: Das Puppenhaus. Stuttgart 2018
- Tove Jansson: Abenteuer im Mumintal. Stuttgart 2020
- Jenny Jägerfeld: Der Schmerz, die Zukunft, meine Irrtümer und ich. München 2014
- Jenny Jägerfeld: Easygoing. München 2016
- Jenny Jägerfeld: Comedy Queen. Stuttgart 2020
- Kerstin Johansson: Als ob ich Luft wäre. Wien u. a. 1983
- Kerstin Johansson: Moa und Pelle. München 1987
- Kerstin Johansson: Die Stunde der Unsichtbaren. Wien 1985
- Ylva Karlsson: Die Reise zum Kaiser. München 2007
- Ylva Karlsson: Tova. München 2001
- Ylva Karlsson: Zauberhafte Dorabella. München 2015
- Ylva Karlsson: Prinzen müssen draußen bleiben. Stuttgart 2015
- Åsa Lind: Ellika Tomson und ihre Entdeckungen im blauen Haus. Weinheim u. a. 2011
- Mecka Lind: Franzi, Mozart und die Omas. Hamburg 2007
- Margareta Lindberg: Ellen, Mathilda und 36 Heringe. Hamburg 1995
- Margareta Lindberg: Oskar im Paradies. Hamburg 1991
- Gunnel Linde: Dingo, der Trommler. Modautal-Neunkirchen 1982
- Gunnel Linde: Evy-sjam und Nalle. Stuttgart 1975
- Gunnel Linde: Eva-sjams Land. Stuttgart 1974
- Gunnel Linde: Hilfe! Ich bin ein Werwolf. Hildesheim 2009
- Gunnel Linde: Joppe. Kevelaer 1987
- Gunnel Linde: Die Liga der Unsichtbaren. Hildesheim 2007
- Gunnel Linde: Mit Jasper im Gepäck. Hildesheim 2010
- Gunnel Linde: Piraten auf der Walfischinsel. Stuttgart 1988
- Gunnel Linde: Die Walfischbande. Stuttgart 1987
- Gunnel Linde: Der weiße Stein. Ravensburg 1986
- Gunnel Linde: Wie eine Hecke voll Himbeeren. Modautal-Neunkirchen 1979
- Elin Lindell: Hanna(h) mit nur einem H und eine Katze namens Hund. Frankfurt am Main 2015
- Elin Lindell: Hanna(h) mit nur einem H. Auf die Plätzchen, fertig, los. Frankfurt am Main 2016
- Pija Lindenbaum: Franziska und die dussligen Schafe. Frankfurt am Main 2003
- Pija Lindenbaum: Franziska und die Elchbrüder. Frankfurt am Main 2004
- Pija Lindenbaum: Franziska und die Wölfe. Frankfurt am Main 2002
- Pija Lindenbaum: Luzie Libero und der süße Onkel. Weinheim u. a. 2007
- Pija Lindenbaum: Paul und die Puppen. Weinheim u. a. 2008
- Astrid Lindgren & Sara Schwardt: Deine Briefe lege ich unter die Matratze. Ein Briefwechsel 1971–2002. Hamburg 2015
- Eva Lindström: So ein Glück! München u. a. 2006

### Autorinnen M–Z
- Moa Martinson: Frauen und Apfelbäume. Zürich 2007
- Johanna Nilsson: Alva Kuddelmuddel. Hamburg 2005
- Johanna Nilsson: Ich hau erst mal ab. Hamburg 2010
- Johanna Nilsson: Lügennetz. München 2002
- Johanna Nilsson: …und raus bist du! München u. a. 1998
- Ester Blenda Nordström: Jenny Frechdachs. Stuttgart 1976
- Ester Blenda Nordström: Jenny sorgt für Trubel. Stuttgart 1979
- Sara Ohlsson: Ich bin leider tot und kann nicht in die Schule kommen. Hamburg 2014
- Pernilla Oljelund: Elfrid & Mila. Hildesheim 2012
- Maud Reuterswärd: …und immer wieder Ida. Stuttgart 1981
- Cora Sandel: Café Krane. Stuttgart 2019
- Irmelin Sandman Lilius: Bonadea. Stuttgart 1981
- Irmelin Sandman Lilius: Ein Brunnen für Haradal. Stuttgart 1993
- Irmelin Sandman Lilius: Goldkronengasse. Stuttgart 1985
- Irmelin Sandman Lilius: König Tulle. Stuttgart 1993
- Irmelin Sandman Lilius: Kubb Karagg und die 3 Prinzessinnen. Stuttgart 1993
- Irmelin Sandman Lilius: Der Teppich aus Kars. Stuttgart 1995
- Irmelin Sandman Lilius: Tulles Reise nach Süden. Stuttgart 1994
- Maria Scherer: Sag ja - sag jetzt. Bergisch Gladbach 2006
- Maria Scherer: Silbertrompete. Reinbek bei Hamburg 1983
- Ulla Sid: Ika findet eine Heimat. Donauwörth 1976
- Inger Skote: Glassplitter. Ravensburg 1981
- Inger Skote: Tusse und der Kindergarten. Ruit (bei Stuttgart) 1973
- Pernilla Stalfelt: Ich mach dich platt! Frankfurt am Main 2008
- Pernilla Stalfelt: So bin ich und wie bist du? Leipzig 2014
- Pernilla Stalfelt: So ein Kack. Frankfurt am Main 2005
- Pernilla Stalfelt: Und was kommt dann? Frankfurt am Main 2000
- Pernilla Stalfelt: Wenn Herzen klopfen… Frankfurt am Main 2002
- Marika Stolpe: Ida bei den Elefanten. Frankfurt am Main 2006
- Margareta Strömstedt: Der allerlängste Tag. Weinheim 1996
- Margareta Strömstedt: Astrid Lindgren. Hamburg 2001
- Margareta Strömstedt: Kerstin, Feuer in der Nacht. Stuttgart 1987
- Margareta Strömstedt: Kerstin, Marmelade im Schnee. Stuttgart 1985
- Kerstin Sundh: Die Ausreißerin. München 1994
- Kerstin Sundh: Die haarsträubende Geschichte von Augusta. München u. a. 1974
- Kerstin Sundh: Ist das wahr, Rosali? München u. a. 1976
- Kerstin Sundh: Lotta wünscht sich einen Hund. München 1990
- Kerstin Sundh: Michas Bruder. München
  - 1 (1997)
  - 2. Der Meisterdetektiv. 1997
  - 3. Michas Bruder in der Klemme. 1997
  - 4. Der Wundertrank. 1998
- Kerstin Sundh: Miranda. München
  - 1. Das Geheimnis der Perlenkette. 1992
  - 2. Ein ganz besonderes Geschenk. 1992
  - 3. Das wundersame Bild. 1992
  - 4. Ersehnte Briefe. 1993
  - 5. Wiedersehen am Meer. 1994
- Kerstin Sundh: Niemand ist wie Rosali. München u. a. 1975
- Kerstin Sundh: Stina aus der ersten Bank. Wien u. a. 1980
- Kerstin Sundh: Thomas geht fort. Ruit b. Stuttgart 1970
- Kerstin Sundh: Verrückte Ferien mit Milli und Molli. München 1992
- Kerstin Sundh: Wunschklee. Wien 1981
- Rosemary Sutcliff: Der Ausgestoßene. Stuttgart 1986
- Rosemary Sutcliff: Bruder Staubfuß. Stuttgart 1984
- Annika Thor: Der Leuchtturm unter den Sternen. Hamburg 2012
- Annika Thor: Vorhang auf für Johanna. Stuttgart 2017
- Kerstin Thorvall: Du bist mein Freund, Cecilia. München 1978
- Kerstin Thorvall: Thomas – eine Woche im Mai. Hamburg 1976
- Kerstin Thorvall: Die Verschwundene. Reinbek bei Hamburg 1988
- Olga Wikström: Esbjörn. Stuttgart 1982
- Olga Wikström: Sverre will nicht nach Hause. Stuttgart 1970
- Gunborg Wildh: Karolin Feuerschopf. Stuttgart 1975
- Gunborg Wildh: Wirbel um Karolin. Stuttgart 1976

### Autoren A–L
- Johan Bargum: Der erste Schnee. München 2009
- Johan Bargum: Die Wichtlinger. München 2019
- Gunnel Beckman: Geheimnis um das blaue Mädchen. Solothurn 1978
- Gunnel Beckman: Das Mädchen ohne Namen. Solothurn 1977
- Kaj Beckman: Das Jahreszeitenkarussell. Stuttgart 1982
- Kaj Beckman: Meta, Moni und Matthias. Donauwörth 1984
- Per Bengtsson: Bin ich eine Nervensäge? und andere überlebenswichtige Tests. Leipzig 2011
- Bo Carpelan: Julius Blom - der Junge aus Mondtal. Berlin 1986
- Bo Carpelan: Julius Blom oder Der Bücherwurm ist eigentlich der schönste Vogel. Würzburg 1989
- Stefan Casta: Frag nicht nach meinem Namen. Frankfurt am Main 2009
- Stefan Casta: Am Anfang war das Ende. Frankfurt am Main 2014
- Roar Colbjörnsen: Anjas erstes Schuljahr. Stuttgart 1976
- Roar Colbjörnsen: Fröhliche Tage mit Anja. Stuttgart 1975
- Bernt Danielsson: Michelle. Kevelaer 1992
- Bernt Danielsson: Von hier bis Kim. Kevelaer 1990
- Carl-Göran Ekerwald: Drei reißen aus. Ravensburg 1980
- Carl-Göran Ekerwald: Der Gefangene des Zaren. Düsseldorf 1974
- Hans Erik Engqvist: Schwarzer Sommer. Oldenburg u. a. 1981
- Mikael Engström: Brando. München u. a. 2003
- Mikael Engström: Kasper, Opa und der Monsterhecht. München 2015
- Mikael Engström: Ida, Paul und die Dödeldetektive. München 2012
- Mikael Engström: Ida, Paul und die fiesen Riesen aus der Dritten. München 2012
- Mikael Engström: Ihr kriegt mich nicht! München 2009
- Mikael Engström: Steppo. München u. a. 2006
- Mikael Engström: Kaspar, Opa und der Schneemensch. München 2016
- Mikael Engström: Kaspar, Opa und der Feuerteufel. München 2017
- Stig Ericson: Abenteuer der Weißen Feder. Ruit (bei Stuttgart) 1972
- Stig Ericson: Blas zum Angriff, Dan Henry. Ostfildern 1975
- Stig Ericson: Dan Henry, allein im fremden Land. Ruit (bei Stuttgart) 1974
- Stig Ericson: Dan Henrys Flucht. Ruit (bei Stuttgart) 1973
- Stig Ericson: Indianerjunge Kleiner Wolf. München
  - 1 (1992)
- Stig Ericson: Keine Angst vor Rothäuten. Ruit (bei Stuttgart), 1973
- Stig Ericson: Der kleine und der große Jäger. München u. a. 1984
- Stig Ericson: Kleiner Wolf. München
  - 2. Kleiner Wolf und die Blauröcke. 1993
  - 3. Kleiner Wolf und der Schatten. 1993
  - 4. Kleiner Wolf und der Einsame. 1994
  - 5. Kleiner Wolf und die sprechenden Zeichen. 1995
- Stig Ericson: Roter Weg. Zürich u. a. 1980
- Måns Gahrton: Ronny & Julia. Hamburg 1995
- Søren Håkansson: Jonas und der Löwe. Hamburg 1990
- Hans-Eric Hellberg: Katja, zehn bis elf. Wien u. a. 1980
- Hans-Eric Hellberg: Scherben bringen Glück. Ravensburg 1982
- Hans-Eric Hellberg: Zwei. München
  - 1. Zwei kämpfen gegen die einäugigen Banditen. 1995
  - 2. Zwei gehen in die Luft. 1995
  - 3. Zwei springen über ihren Schatten. 1995
- Nan Inger: Anna Maria und die Zwillinge. Stuttgart 1973
- Nan Inger: Nina und die Hundebabys. München 1992
- Nan Inger: Nina und ihr kleiner Hund. München 1995
- Nan Inger: Ninas größter Wunsch. München 1993
- Gun Jacobson: Danke, halt die Klappe. Würzburg 1975
- Gun Jacobson: Schneesturm über der Insel. Würzburg 1990
- Anders Jacobsson: Berts beste Familienkatastrophen. Reinbek bei Hamburg 2004
- Anders Jacobsson: Berts beste Katastrophen. Reinbek bei Hamburg 2000
- Anders Jacobsson: Berts hemmungslose Katastrophen. Hamburg 1995
- Anders Jacobsson: Berts Herzenskatastrophen. Hamburg 1994
- Anders Jacobsson: Berts intime Katastrophen. Hamburg 1992
- Anders Jacobsson: Berts ultimative Katastrophen. Reinbek bei Hamburg 2002
- Håkon Jaensson: Bolles toller Trick. Frankfurt am Main 2002
- Håkon Jaensson: Harald - einfach haarsträubend! München 1999
- John-Lennart Linder: Der Abend der Apfelpflücker. Stuttgart 1967
- John-Lennart Linder: Mikaels ungewöhnliche Bilder. Stuttgart 1967

### Autoren M–Z
- William Mayne: Das große Ei. Stuttgart 1970
- William Mayne: Das Wirtshaus zum Einhorn. Stuttgart 1966
- Per Nilsson: Da schlägt's dreizehn! Aarau u. a. 1997
- Per Nilsson: Du & du & du. Hamburg 1999
- Per Nilsson: Für immer Milena. Hamburg 2003
- Per Nilsson: Hey, Milena. Hamburg 2000
- Per Nilsson: Nie wieder lonely. Hamburg 2009
- Per Nilsson: So lonely. Hamburg 1996
- Per Nilsson: Verzaubert von Milena. Hamburg 2004
- Ulf Nilsson: Ein Kind, ein Lamm, ein Lied. Hamburg 1998
- Ulf Nilsson: Der stärkste Mann von Blekinge. Würzburg 1988
- Karl Rune Nordkvist: Ich wohne in einem Baum. Ruit (bei Stuttgart) 1973
- Lars-Henrik Olsen: Das Jahr des Bibers. Zürich u. a. 1981
- Sören Olsson: Bert Babyface. Hamburg 2006
- Sören Olsson: Bert und die Bazillen. Hamburg 2005
- Sören Olsson: Bert und die coolen Jungs. Hamburg 2003
- Sören Olsson: Berts allergrößte Katastrophen. München 2007
- Sören Olsson: Berts allerletzte Katastrophen. Hamburg 2000
- Sören Olsson: Berts allerpeinlichste Katastrophen. München 2008
- Sören Olsson: Berts allerschlimmste Katastrophen. München 2009
- Sören Olsson: Berts allerverrückteste Katastrophen. München 2010
- Sören Olsson: Berts allerwerteste Katastrophen. München 2011
- Sören Olsson: Berts haarsträubende Katastrophen. Hamburg 1998
- Sören Olsson: Berts heimliche Katastrophen. Hamburg 1996
- Sören Olsson: Berts Megakatastrophen. Hamburg 1997
- Sören Olsson: Berts vorletzte Katastrophen. Hamburg 2000
- Sören Olsson: Zeina und Kalle. Hamburg 2004
- Sören Olsson: Zeina und Kalle und die Liebe. Hamburg 2005
- Sören Olsson: Zeina und Kalle - verrückt nach dir. Hamburg 2006
- Peter Pohl: Aber ich vergesse dich nicht. München u. a. 1998
- Peter Pohl: Anton, ich mag dich. München 2009
- Peter Pohl: Du fehlst mir, du fehlst mir! München u. a. 1994
- Peter Pohl: Glittras Auftrag. München 1997
- Peter Pohl: Ich bin Malin. Ravensburg 1992
- Peter Pohl: Ich werde immer bei euch sein. Würzburg 2003
- Peter Pohl: Jan, mein Freund. Ravensburg 1989
- Peter Pohl: Meine Freundin Mia. München 2012
- Peter Pohl: Nennen wir ihn Anna. Ravensburg 1991
- Peter Pohl: Der Regenbogen hat nur acht Farben. München u. a. 1993
- Peter Pohl: Unter der blauen Sonne. Würzburg 2002
- Peter Pohl: Während der Regenbogen verblaßt. München 1995
- Mårten Sandén: Haus ohne Spiegel. Frankfurt am Main 2019
- Mårten Sandén: Mias Glück. Hamburg 2008
- Mårten Sandén: Schornsteinweihnachten. Berlin 2017
- Ulf Stark: Alle halten mich für einen Jungen. Wien 1986
- Ulf Stark: Als ich die Pflaumen des Riesen klaute. Stuttgart 2020
- Ulf Stark: Als Papa mir das Weltall zeigte. Hamburg 1999
- Ulf Stark: Als Vaters Waschmaschine streikte. Hamburg 1990
- Ulf Stark: Das blaue Pferd. Hamburg 1998
- Ulf Stark: Dann nimm doch lieber meinen Bruder! Hamburg 1994
- Ulf Stark: Eines Nachts. Leipzig 2019
- Ulf Stark: Das goldene Herz. Hamburg 2004
- Ulf Stark: Das große Fest im Häschenwald. Hamburg 2017
- Ulf Stark: Im Himmel ist es fast genauso. Hamburg 2015
- Ulf Stark: Kannst du pfeifen, Johanna. Hamburg 1993
- Ulf Stark: Kleiner Teufel Asmodeus. Hamburg 2000
- Ulf Stark: Der Klub der einsamen Herzen. Hamburg 1998
- Ulf Stark: Das Märchen von den wunderbaren Hühnerfederschuhen. Hamburg 2002
- Ulf Stark: Mein großer Bruder. Hamburg 1995
- Ulf Stark: Meine kleine Schwester. Leipzig 2018
- Ulf Stark: Orangen hinter der Mauer. Hamburg 2014
- Ulf Stark: Paul und Paula. Hamburg 2000
- Ulf Stark: Percys Turnschuhe. Hamburg 1993
- Ulf Stark: Percys Wunder. Hamburg 1996
- Ulf Stark: Ein Sommer mit Percy und Buffalo Bill. Hamburg 2006
- Ulf Stark: Der Sternenhund. Hamburg 2012
- Ulf Stark: Super-Ulf. Hamburg 2007
- Ulf Stark: Ulf, der Superdetektiv. Hamburg 2011
- Ulf Stark: Unser Sommer mit Geist. Reinbek bei Hamburg 2018
- Ulf Stark: Was wir uns wünschen. Stuttgart 2016
- Ulf Stark: Wichtelweihnacht im Winterwald. Hamburg 2014
- Stig Strömholm: Die Felder. Stuttgart 1986
- Stig Strömholm: Das Tal. Stuttgart 1980
- Stig Strömholm: Der Wald. Stuttgart 1987

## Illustrierte Werke
- Inger Brattström: Das Wunschpferd. Stuttgart 1969
- Ludmilla Mirus-Kauba: Geschichten von der kleinen Nel. Ruit bei Stuttgart 1972